# Erich von Manstein
Erich von Manstein (Berlim, 24 de Novembro de 1887 — Irschenhausen, 9 de Junho de 1973) foi um dos comandantes mais destacados da Wehrmacht, as Forças Armadas da Alemanha nazista durante a Segunda Guerra Mundial. Von Manstein ascendeu ao posto de Generalfeldmarschall (marechal-de-campo), e era visto como um dos melhores estrategistas militares, e um dos melhores comandantes no terreno, da Alemanha.
Nascido numa família aristocrata da Prússia, com uma vasta tradição militar, Manstein entrou na vida militar ainda jovem, e prestou serviço em várias frentes na Primeira Guerra Mundial. No final da guerra, estava no posto de capitão e, no período entre guerras, participou na reconstrução das forças armadas alemãs. Durante a invasão da Polónia, o início da Segunda Guerra, era o chefe do Estado-maior do Grupo do Exército do Sul de Gerd von Rundstedt. 
Foi o principal proponente do chamado Plano Manstein, uma ofensiva através das Ardenas durante a invasão da França em 1940. No posto de general, no final da campanha, participou na invasão da União Soviética e no Cerco de Sebastopol, sendo promovido a marechal-de-campo em Agosto de 1942. 
O sentido auspicioso da guerra para a Alemanha começou a mudar depois da desastrosa Batalha de Stalingrado, onde Manstein comandou uma operação de substituição fracassada. Foi um dos principais comandantes na Batalha de Kursk, uma das últimas grandes batalhas da guerra, e uma das maiores batalhas da história. A sua discórdia face a Adolf Hitler em relação ao rumo da guerra, valeu-lhe a sua dispensa em Março de 1944. Nunca mais lhe foi atribuído um novo comando, e foi detido pelos britânicos em Agosto de 1945, vários meses após a derrota alemã.
Manstein testemunhou nos Julgamentos de Nuremberg em Agosto de 1946, e preparou um documento que, juntamente com as suas memórias, ajudou na contribuição para o mito de uma "Wehrmacht limpa" — o mito de que  as forças armadas alemãs não foram culpadas pelas atrocidades do Holocausto. Em 1949, foi julgado em Hamburgo por crimes de guerra, e condenado a nove de 17 acusações, incluindo maus-tratos a prisioneiros de guerra e a não ter garantido a protecção de vidas civis na sua área de operações. A sua condenação a 18 anos de prisão foi, mais tarde, reduzida para 12, e, na prática, passou apenas quatro anos detido, sendo libertado em 1953. Como conselheiro militar do governo da Alemanha Ocidental em meados da década de 1950, ajudou ao restabelecimento das forças armadas. 
As suas memórias, Verlorene Siege (1955), traduzidas para inglês como Lost Victories (Vitórias Perdidas), foram muito críticas ao estilo de liderança de Hitler, e focavam-se, estritamente, nos aspectos militares da guerra, ignorando o contexto ético e político. Manstein morreu em Munique em 1973.

## Primeiros anos
Manstein, nascido Fritz Erich Georg Eduard von Lewinski em Berlim, foi o décimo filho de um aristocrata prussiano e general de artilharia, Eduard von Lewinski (1829–1906), e de Helene von Sperling (1847–1910). A família do seu pai tinha antepassados cassubianos e tinha a autorização para usar o brasão de Brochwicz (Brochwicz III). Hedwig von Sperling (1852–1925), irmã mais nova de Helene, era casada com o tenente-general Georg von Manstein (1844–1913); como o casal não podia ter filhos, adoptaram Erich. Já anteriormente, tinham adoptado a prima de Erich, Martha, filha do falecido irmão Helene e Hedwig.
Tanto o pai adoptivo de Erich, como o biológico, eram generais prussianos, tal como o irmão da mãe e ambos os avôs (um deles, Albrecht Gustav von Manstein, foi comandante de um corpo na Guerra Franco-Prussiana de 1870–71). Dezasseis familiares, de cada um dos lados da família, eram oficiais militares, dos quais vários chegaram ao posto de general. Paul von Hindenburg, o futuro Generalfeldmarschall e Presidente da Alemanha, era seu tio; a esposa de Hindenburg, Gertrud, era irmã de Hedwig e Helene.
Manstein frequentou o Liceu Imperial, uma  escola católica em Estrasburgo, entre 1894 e 1899. Em Março de 1906, após seis anos como cadete de um corpo em Plön ed Groß-Lichterfelde, foi prestar serviço no 3.º Regimento de Guardas a Pé (Garde zu Fuß) como porta-estandarte. Foi promovido a tenente em Janeiro de 1907, e em Outubro de 1913 começou um programa de formação de três anos para oficial na Academia de Guerra Prussiana. No entanto, Manstein apenas completaria o primeiro do programa pois, quando a Primeira Guerra Mundial teve início em Agosto de 1914, todos os estudantes da Academia receberam ordens para se apresentarem ao serviço. Erich von Manstein nunca chegaria a completar a sua formação para oficial superior.

## Início da carreira militar

### Primeira Guerra Mundial
Durante a Primeira Guerra Mundial, Manstein prestou serviço tanto na Frente Ocidental como na Oriental alemãs. No início da guerra, foi promovido a tenente e participou na invasão da Bélgica integrado no 2.º Regimento de Infantaria de Reserva. Em Agosto de 1914, fez parte da captura de Namur, cidade caracterizada pela existência de um grande sistema de defesa com vários fortes. Em Setembro, a unidade de Manstein foi uma das duas transferidas para a Prússia Oriental e integrada no 8.º Exército, comandado por Hindenburg. Depois de participar na Primeira Batalha dos Lagos Masurianos, a sua unidade juntou-se ao 9.º Exército, que se encontrava a avançar desde a Alta Silésia para Varsóvia. Debaixo de muita pressão, o 9.º Exército foi forçado a retirar face a um contra-ataque russo, e em 16 de Novembro Manstein foi ferido na retirada quando se encontrava num destacamento que tinha atacado uma trincheira russa. Manstein foi alvejado no ombro e no joelho esquerdos; uma das balas atingiu-lhe o nervo ciático, enfraquecendo-lhe a perna. A recuperação demorou seis meses nos hospitais de Beuthen e Wiesbaden.
Após um período de licença, em 17 de Junho de 1915 Manstein foi escolhido para assistente-geral de operações do 10.º Exército, comandado por Max von Gallwitz. Promovido a capitão, aprendeu a planear e dirigir operações ofensivas à medida que o 10.º Exército atacava com sucesso a Polónia, a Lituânia, o Montenegro e a Albânia. Durante operações ofensivas em Verdun no início de 1916, Manstein foi destacado com Gallwitz, e o seu pessoal, para um novo quartel-general perto do teatro de operações. Depois, é nomeado para oficial de abastecimentos sob o comando do general Fritz von Below e do chefe de pessoal Fritz von Lossberg, num posto de comando perto do rio Somme; a zona foi o cenário de várias batalhas no decurso da guerra. Operações britânicas e francesas entre Julho e Novembro de 1916 forçaram a retirada alemã no Inverno para a Linha Hindenburg, uma série de posições defensivas entre Verdun e Lens. Manstein continuou sob o comando de Below até Outubro de 1917, quando foi transferido como chefe de pessoal para a 4.ª Divisão de Cavalaria, para prestar serviço em Riga durante a ocupação alemã daquela área. Como resultado da assinatura do Tratado de Brest-Litovsk em Março de 1918, a unidade de Manstein deixou de ser necessária na Frente Oriental, e recebeu instruções para se juntar à 213.ª Divisão de Infantaria perto de Reims. Nesta zona, o Exército Imperial Alemão obteve algumas pequenas vitórias, mas já se encontrava a perder a guerra. O armistício foi assinado em 11 de Novembro de 1918.

### Período entre-guerras
Manstein casou-se com Jutta Sibylle von Loesch, a filha de um proprietário de terras da Silésia, em 1920. Apenas três dias depois de se conhecerem, Manstein pediu-a em casamento. Jutta faleceu em 1966. Tiveram três filhos: uma menina, Gisela (nascida em 1921), e dois rapazes, Gero (nascido em 1922) e Rüdiger (nascido em 1929). Gero viria a morrer em combate durante a Segunda Guerra Mundial, no sector norte da Frente Oriental em 29 de Outubro de 1942; era tenente da Wehrmacht. Gisela casou-se com o major Edel-Heinrich Zachariae-Lingenthal, um oficial altamente condecorado, que comandou o Regimento 15 da II Panzer durante a Segunda Guerra.
Depois da guerra, Manstein permaneceu nas forças armadas. Em 1918, candidatou-se a uma posição na Força de Defesa de Fronteiras em Breslau (actual Wroclaw) ficando ali até 1919. Integrado no Gruppenkommando II, participou na reestruturação do Exército Imperial Alemão - 500 000 homens -, para formar as Reichswehr, o exército da República de Weimar (reduzido para 100 000 pelo Tratado de Versalhes). Reconhecido desde jovem como um comandante capaz e inteligente, Manstein foi escolhido como um dos apenas 4 000 oficiais escolhidos pelo Tratado. Em 1921, foi nomeado comandante da 6.ª Companhia do 5.º Regimento de Infantaria Prussiana e, em seguida, prestou serviço como oficial dos Wehrkreiskommando II e IV, leccionando história militar e tácticas até 1927. Neste mesmo ano, foi promovido a major servindo no Estado-Maior General no Ministério do Reichswehr em Berlim, visitando outros países para se inteirar dos seus meios militares e ajudar na elaboração de planos de mobilização do exército. Promovido a tenente-coronel, recebeu o comando do batalhão de infantaria ligeira do 4.º Regimento de Infantaria, ficando nessa unidade até 1934. Em 1933, o Partido Nazi chegou ao poder na Alemanha, terminando, assim, o período de Weimar. Violando o Tratado de Versalhes,a Reichswehr tinha estado a rearmar-se secretamente desde a década de 1920; o novo governo renunciou, formalmente, ao Tratado e lançou-se no rearmamento em larga escala e na expansão das suas forças armadas.
Manstein foi mobilizado para Berlim, no posto coronel, em Fevereiro de 1934, para ser o chefe do estado-maior do Wehrkreiskommando III. Em 1 de Julho de 1935, foi nomeado Chefe de Operações do Estado-Maior do Exército (Generalstab des Heeres), parte do Alto Comando do Exército (Oberkommando des Heeres – OKH). Enquanto ali esteve, Manstein foi um dos responsáveis pelo desenvolvimento do  Fall Rot ("Caso Vermelho"), um plano defensivo para proteger a Alemanha de um ataque francês. Durante este período, Manstein conheceu Heinz Guderian e Oswald Lutz, que defendiam mudanças drásticas no sistema militar, dando ênfase ao papel do Panzer. No entanto, alguns oficiais como Ludwig Beck, Chefe do Estado-Maior do Exército, estavam contra aquelas mudanças drásticas e, para tentar resolver a situação, Manstein propôs uma alternativa: o desenvolvimento de Sturmgeschütze (StuG), veículos blindados que forneceriam apoio à infantaria. Na Segunda Guerra Mundial, provaram ser as armas alemãs mais bem sucedidas e eficientes.
Em Outubro de 1936, Manstein foi promovido a major-general, tornando-se o Chefe de Estado-Maior Delegado (Oberquartiermeister I) do general. A 4 de Fevereiro de 1938, Manstein foi transferido para o comando da 18.ª Divisão de Infantaria em Liegnitz, na Silésia, no posto de  Generalleutnant. Esta transferência significava que Manstein não iria receber o cargo de Beck como Chefe do Estado-Maior do Exército em Agosto (Beck tinha pedido a demissão, apesar de Manstein ter insistido que não o fizesse, pois achava que a intenção de Hitler de invadir a Checoslováquia em Outubro seria prematura). A posição foi atribuída ao general Franz Halder, que tinha ficado com a anterior função de Manstein de Chefe de Estado-Maior Delegado. A situação criou um ódio entre os dois homens, que duraria para sempre. Em 20 de Abril de 1939, Manstein discursou na celebração do 50.º aniversário de Hitler, no qual exalta Hitler como um líder enviado por Deus para salvar a Alemanha. Ele avisou "o mundo hostil" de que se ele continuasse a erguer "muralhas à volta da Alemanha para bloquear o caminho do povo alemão em direcção ao seu futuro", então ele ficaria muito contente por ver o mundo mergulhar noutra guerra mundial. O historiador israelita Omer Bartov faz notar que a ascensão de oficiais como Manstein fazia parte de uma tendência crescente do surgimento de oficiais tecnocratas, habitualmente defensores do Nacional-Socialismo; a sua opinião era a de que a Wehrmacht estava completamente integrada no Terceiro Reich, e não representava uma organização não-política independente do regime nazi.

## Segunda Guerra Mundial

### Polónia
Em 18 de Agosto de 1939, no seguimento da preparação do "Caso Branco" —a invasão da Polónia pela Alemanha, —Manstein foi nomeado para Chefe do Estado-Maior do Grupo de Exércitos Sul de Gerd von Rundstedt. Aqui, trabalhou em conjunto com o Chefe de Operações de Rundstedt, o coronel Günther Blumentritt, para elaborar o plano operacional. Rundstedt aceitou o plano de Manstein que definia a concentração da maior parte das unidades blindadas do grupo de exércitos no 10.º Exército de Walter von Reichenau, com o objectivo de rapidamente cercar as forças polacas a oeste do rio Vístula. Segundo o plano de Manstein, o Grupo de Exército Sul, o 14.º Exército de Wilhelm List e o 8.º Exército de Johannes Blaskowitz, dariam apoio aos flancos da força blindada de Reichenau em direcção a Varsóvia, a capital polaca. Em privado, Manstein via com outros olhos a campanha da Polónia, achando que seria preferível manter a Polónia como uma barreira entre a Alemanha e a União Soviética. Também mostrava a sua preocupação acerca de um ataque dos Aliados a partir de oeste quando a invasão da Polónia estivesse em curso, o que levaria a Alemanha a ter de combater em duas frentes.
Manstein participou numa conferência em 22 de Agosto de 1939, quando Hitler chamou a atenção dos seus comandantes para a necessidade da destruição física da Polónia como nação. Depois da guerra, Manstein registaria nas suas memórias que, na altura da conferência, não sabia que Hitler tinha em mente uma política de exterminação contra o povo polaco.
Só saberia dessa intenção mais tarde, quando ele e outros generais da Wehrmacht receberam relatórios sobre as actividades do Einsatzgruppen e dos esquadrões das Schutzstaffel (SS), que tinham a missão de acompanhar o exército para a Polónia, para matar os intelectuais e outros civis polacos. Aqueles esquadrões também tinham a missão de concentrar os judeus e outros , em guetos e em campos de concentração nazis. Após a guerra, Manstein foi acusado de três crimes de guerra relacionados com as mortes de judeus e outros civis nos sectores sob o seu controlo, e dos maus tratos e mortes de prisioneiros de guerra.
Iniciada em 1 de Setembro de 1939, a invasão começou da melhor forma para os alemães. Na área sob a responsabilidade de Rundstedt e do seu Grupo de Exércitos Sul, os 8.º, 10.º e 14.º exércitos perseguiram os polacos em retirada. O plano inicial consistia no avanço do 8.º Exército, a unidade mais a norte, em direcção a Łódź. O 10.º Exército, com as suas divisões motorizadas, devia seguir rapidamente para o Vístula, e o 14º Exército tinha por missão seguir e cercar as tropas polacas na região de Cracóvia. Estas acções levaram ao cerco e derrota das forças polacas na zona de Radom entre 8 e 14 de Setembro por seis corpos alemães. Entretanto, o 8.º Exército alemão encontrava-se sob ataque a partir do norte, e, para o apoiar, elementos do 4.º, 8.º e 10º. Exércitos foram rapidamente mobilizados, com apoio aéreo, numa tentava de travar a fuga dos polacos em direcção a Varsóvia. A flexibilidade e agilidade das forças alemãs resultaram na derrota de nove divisões de infantaria polacas, e outras unidades, durante a Batalha de Bzura (8–19 de setembro), o maior frente-a-frente da guerra até àquela altura. A conquista da Polónia terminou depressa, com as últimas unidades militares polacas a renderem-se a 6 de outubro.

### França

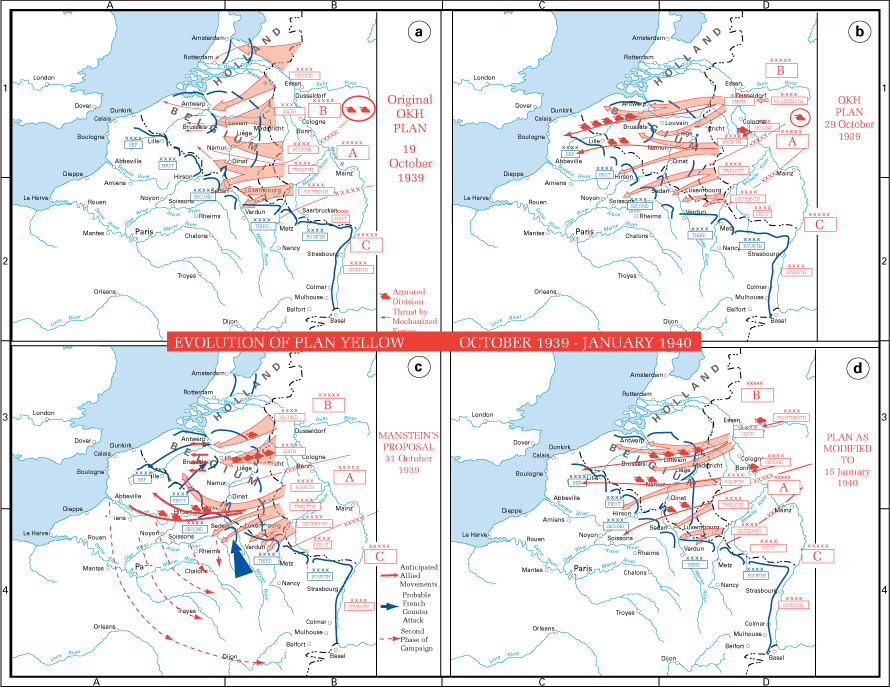
Evolução dos planos alemães do Fall Gelb ("Caso Amarelo"), a invasão dos Países Baixos.

O Fall Gelb ("Caso Amarelo"), o plano inicial para a invasão da França, foi preparado pelo comandante-em chefe do Exército, o coronel-general (Generaloberst) Walther von Brauchitsch, Halder e outros membros do Oberkommando des Heeres no início de Outubro de 1939. De forma similar ao Plano Schlieffen, na Primeira Guerra Mundial, o objectivo era atacar e controlar os Países Baixos e a Bélgica.
Hitler não estava satisfeito, fato que levou a diversas revisões do plano ao longo do mês de outubro. Manstein também não via o Caso Amarelo com bons olhos, pois este centrava-se muito na ala norte: ele achava que um ataque a partir deste lado não tinha o elemento surpresa, e colocaria as forças alemãs frente-a-frente com os contra-ataques desde o sul. O terreno belga não era o ideal para servir de base a operações para os ataques a França, reforçando ao ideia de Manstein de que o plano não seria bem sucedido — tal como havia acontecido na Primeira Guerra Mundial — resultando num sucesso parcial e em guerras de trincheiras. No final de Outubro, Manstein tinha preparado o rascunho de um novo planos e enviou-o ao OKH através do seu superior, Rundstedt, de quem era agora Chefe-de-Estado Maior do Grupo de Exércitos A.
O plano de Manstein, desenvolvido com a cooperação informal de Heinz Guderian, propunha que as divisões Panzer atacassem através das florestas das Ardenas, onde ninguém as esperava; estabelecia que se construíssem pontes ao longo do rio Meuse; e era definido um rápido avanço para o Canal da Mancha. Desta forma, a Wehrmacht bloquearia os exércitos franceses e os Aliados na Bélgica e na Flandres. Esta parte do plano ficaria conhecida como Sichelschnitt ("corte de foice"). A proposta de Manstein também incluía uma segunda operação que cercasse a Linha Maginot, o que permitiria à Wehrmacht forçar qualquer futura linha defensiva mais para sul.
De início, o OKH rejeitou a proposta; Halder, em particular, afirmou que o plano não tinha qualquer mérito. Contudo, em 11 de Novembro, Hitler ordenou a recolocação das forças necessárias para efectuara um ataque surpresa em Sedan, indo de encontro ao plano que Manstein tinha sugerido. Quando os documentos com os detalhes do Fall Gelb caíram nas mãos dos belgas em 10 de Janeiro de 1940, Hitler ficou ainda mais receptivo à mudança. Mas os superiores de Manstein, os generais Halder e Brauchitsch, ficaram incomodados com a insistência de Manstein de o seu plano ser o escolhido e não o deles. Halder retirou Manstein do quartel-general Rundstedt e mudou-o para Stettin para comandar o XXXVIII Corpo de Exército em 27 de Janeiro. Hitler, ainda à procura de um plano mais agressivo, aprovou  uma versão modificada das ideias de Manstein, conhecidas, actualmente, como Plano Manstein, depois de se reunir com ele em 17 de Fevereiro. Manstein e o seu corpo desempenharam um pequeno papel durante as operações em França, ao serviço do 4.º Exército comandado por Günther von Kluge. O seu corpo ajudou a alcançar o primeiro avanço a leste de Amiens durante o Fall Rot ("Caso Vermelho" – a segunda fase do plano de invasão), e foi o primeiro a a chegar e a atravessar o rio Sena. A invasão da França foi um sucesso militar excepcional; Manstein foi promovido a general e condecorado com a Cruz de Cavaleiro da Cruz de Ferro.

### Grã-Bretanha
Manstein foi um dos proponentes da invasão alemã da Grã-Bretanha, designada por Operação Leão Marinho. Ele considerava a operação arriscada, mas necessária. Alguns estudos anteriormente efectuados por vários oficiais determinaram que a superioridade era um pré-requisito para a invasão. O seu corpo deveria seguir por via marítima, através do Canal da Mancha, de Boulogne até Bexhill, juntamente com mais três unidades, para efectuar a primeira fase da operação. Mas como a Luftwaffe não conseguiu impor-se à Royal Air Force durante a Batalha de Inglaterra, a operação foi adiada indefinidamente a partir de 12 de Outubro. Até ao final do ano, Manstein, com pouco trabalho em mãos, passou algum tempo em Paris e em casa.

### União Soviética

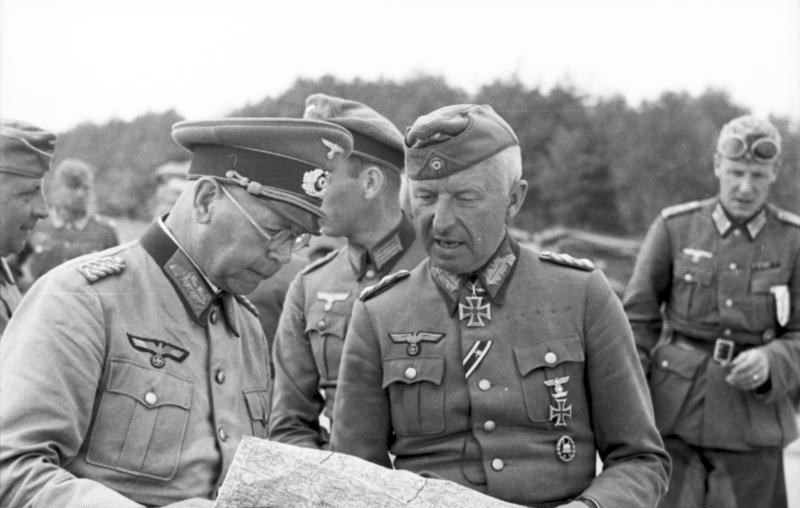
Manstein com o general de Panzers Erich Brandenberger, um dos seus comandantes de divisão, em Junho de 1941

No início de 1941, o Alto-Comando alemão começou a planear a invasão da União Soviética, plano este designado por Operação Barbarossa. A 15 de Março, Manstein foi nomeado comandante do LVI Corpo Panzer: ele era um dos 250 comandantes que foram informados para a grande ofensiva que se aproximava, tendo contacto pela primeira vez com o plano em Maio. O seu corpo fazia parte do 4.º Grupo Panzer, comandado pelo general Erich Hoepner, e integrado no Grupo de Exércitos Norte de Wilhelm Ritter von Leeb.
O Grupo de Exércitos tinha por missão abrir caminho pela região dos Estados Bálticos e avançar até Leningrado. Manstein chegou à frente apenas seis dias antes do início da ofensiva. 
A Operação Barbarossa começou em 22 de Junho de 1941 com um ataque maciço ao longo de toda a linha da frente. A unidade de Manstein era responsável por avançar juntamente com o XLI Corpo Panzer, de Georg-Hans Reinhardt, até ao rio Duína para tomar e controlar as pontes perto da cidade de Daugavpils.
As forças soviéticas realizaram uma série de contra-ataques, mas todos contra as unidades de Reinhardt dando origem Batalha de Raseiniai. O corpo de Manstein avançou rapidamente, chegando ao rio Dvina, a 315 quilômetros (200 mi) de distância, em apenas 100 horas. Abrangendo uma área significativa e bem à frente do restante grupo de exércitos, conseguiu bloquear vários contra-ataques soviéticos. Depois da unidade de Reinhardt ter chegado junto da de Manstein, os dois corpos receberam instruções para cercar as formações soviéticas em redor de Luga num movimento de pinça.

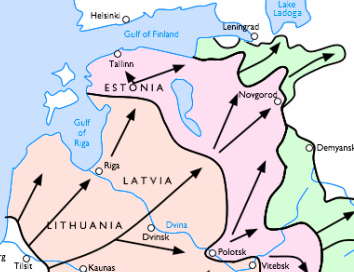
Progresso do Grupo de Exércitos Norte, Junho a Dezembro 1941

De novo a penetrar nas linhas soviéticas com os flancos desprotegidos, o seu corpo tornou-se alvo da contra-ofensiva soviética a 15 de Julho em Soltsy pelo 11.º Exército, comandado por Nikolai Vatutin. A 8.ª Divisão Panzer de Manstein foi particularmente atingida. Apesar de ter conseguido escapar, ficou bastante mal-tratada, e o Exército Vermelho conseguiu bloquear o avanço de Manstein em Luga. O corpo reagrupou-se em Dno. A 8.ª Divisão Panzer recebeu novas instruções para ir fazer frente a acções anti-partisan e Manstein recebeu o comando da 4.ª Divisão de Polícia SS. O ataque em Luga foi sucessivamente adiado.
A acção em Luga ainda estava em curso quando Manstein recebeu ordens em 10 de Agosto para avançar em direcção a Leningrado. Ainda mal tinha partido para o seu novo quartel-general em Lago Samro, quando recebeu indicações para levar os seus homens para Staraya Russa para apoiar o X Corpo, o qual estava em risco de ficar cercado. A 12 de Agosto, o Exército Vermelho deu início a uma ofensiva com os 11.º e 34.º Exércitos contra o Grupo de Exércitos Norte, atingindo três divisões. Frustrado com a perda da 8.ª Divisão Panzer e com o facto de não ter aproveitado a oportunidade de avançar para Leningrado, Manstein voltou a Dno. 
A sua contra-ofensiva resultou numa derrota significativa dos soviéticos quando a sua unidade cercou cinco divisões soviéticas, com apoio aéreo pela primeira vez naquela frente. Capturaram 12 000 prisioneiros e 141 tanques. O seu adversário, o general Kuzma M. Kachanov do 34.º Exército, acabou por ir a tribunal e foi executado pela derrota. Manstein tentou obter uma licença de descanso para os seus homens, os quais tinham estado em combate ininterrupto em terreno difícil e em condições climatéricas adversas desde o início da campanha, mas não conseguiu o que queria. Receberam ordens para marcharem para leste em direcção a Demyansk. Em 12 de Setembro, quando já se encontrava perto da cidade, foi informado de que seria o novo comandante do 11.º Exército do Grupo de Exércitos Sul na Ucrânia.

### Crimeia e a Batalha de Sebastopol
Em Setembro de 1941, Manstein foi nomeado comandante do 11.º Exército na sequência da morte do seu anterior responsável, o coronel-general Eugen Ritter von Schobert, que faleceu quando o seu avião aterrou num campo minado soviético. O 11.º Exército recebeu a missão de invadir a Crimeia, capturar Sebastopol e ir no encalço das forças inimigas que estavam próximas do flanco do Grupo de Exércitos Sul durante o seu avanço para a União Soviética. O objectivo de Hitler era evitar que o Exército Vermelho estabelecesse bases aéreas ali, e cortar o abastecimento de combustível aos soviéticos a partir do Cáucaso.
As tropas de Manstein—na sua maioria de infantaria—conseguiram abrir caminho rapidamente durante os primeiros dias de combates contra a resistência soviética. Depois de quase toda a zona estreita do istmo de Perekop ter sido conquistada, as suas forças foram substancialmente reduzidas, ficando ali seis divisões alemãs e o 3.º Exército romeno. A parte restante do istmo foi capturada com dificuldade, demorando algum tempo; Manstein queixou-se da falta de apoio aéreo para fazer face à superioridade aérea dos soviéticos na região. Após a conquista do terreno, Manstein criou uma unidade móvel de reconhecimento terrestre para controlo do istmo, bloqueando a via entre Simferopol e Sebastopol em 31 de Outubro. Simferopol foi tomada no dia seguinte. O 11.º Exército capturou a Península da Crimeia — excepto Sebastopol — em 16 de Novembro. Entretanto, o Exército Vermelho tinha retirado 300 000 homens da cidade por via marítima.
O primeiro ataque de Manstein a Sebastopol em Novembro não obteve sucesso, e, com poucas tropas para um ataque imediato, ordenou o estabelecimento de uma circunvalação à cidade. A 17 de Dezembro, deu início a outra ofensiva, que também falhou. A 26 de Dezembro, as forças soviéticas desembarcaram no estreito de Querche para reconquistar Querche e a sua península, e em 30 de Dezembro fizeram um novo desembarque perto de Teodósia. Apenas com uma retirada apressada da zona, contra as ordens de Manstein, da 46.ª Divisão de Infantaria do general Hans Graf von Sponeck, evitou um colapso da região leste da Crimeia; a divisão perdeu a maior parte do seu equipamento pesado. Manstein cancelou uma nova tentativa, planeada, do ataque, e enviou quase todas as suas tropas para destruir a cabeça-de-ponte dos soviéticos. As forças soviéticas encontravam-se em posição superior tanto em número de homens como de material, pois eram abastecidos por mar, e tinham a pressão constante de Estaline para a realização de novas ofensivas. Contudo, as tropas soviéticas não conseguiram capturar as vias de acesso terrestre e ferroviária que cortariam as linhas de abastecimento alemãs.

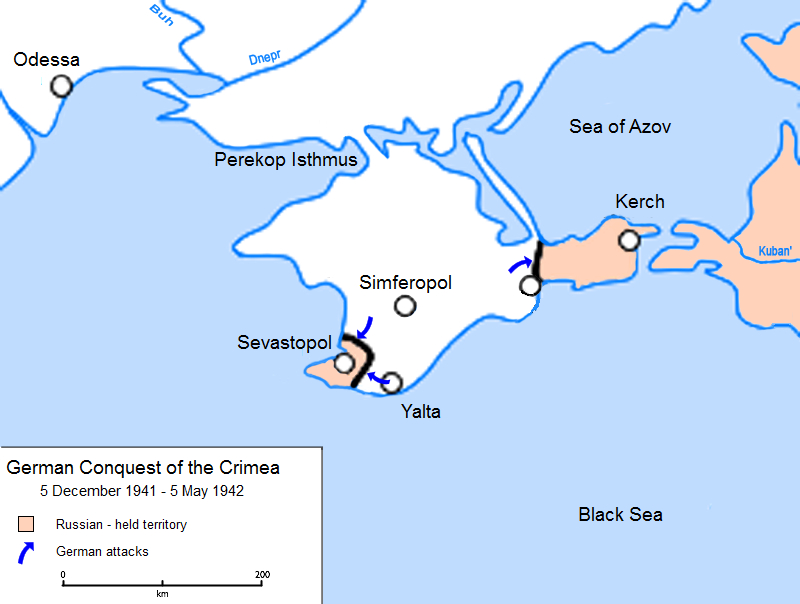
Mapa com o progresso alemão a 5 de Maio de 1942

Para a Batalha da Península de Querche, lançada em 8 de Maio de 1942, Hitler, finalmente, forneceu a Manstein um forte apoio aéreo. Como o 11.º Exército estava em desvantagem numérica, Manstein simulou um ataque a norte, enquanto a maior parte do exército atacava a sul. As tropas soviéticas começaram a fugir. Manstein escreveu nas suas memórias que tinham capturado "170 000 prisioneiros, 1 133 armas e 258 tanques". Querche foi capturada a 16 de Maio. A Wehrmacht apenas perdeu 8 000 homens.
Após um mês de atraso, Manstein voltou a sua atenção, de novo, para a captura de Sebastopol, uma batalha na qual a Alemanha utilizou algumas das maiores armas alguma vez construídas. Juntamente com um número elevado de peças de artilharia, foram levados para o ataque vários morteiros pesados Karl-Gerät de 600 mm (24 pol) e o canhão ferroviário "Dora" de 800 mm (31 pol). No início da manhã do dia 2 de Junho de 1942, tem início um forte bombardeamento de barragem. Todos os recursos da Luftflotte 4 da Luftwaffe, comandada por Wolfram von Richthofen, estavam presentes; a barragem permaneceu durante cinco dias antes do grande assalto terrestre ter início.
O 11.º Exército conquistou terreno durante meados de Junho, concentrando as suas acções nos acessos norte à cidade. As baixas foram elevadas em ambos os lados durante o mês. Consciente da necessidade de agir antes de a ofensiva alemã de Verão de 1942 começar a retirar reforços e abastecimentos, Manstein ordenou um ataque surpresa com o recurso a desembarques por via marítima ao longo da baía de Severnaya a 29 de Junho. A operação foi um sucesso; a resistência soviética foi derrotada. Em 1 de Julho, as forças alemãs entraram na cidade ao mesmo tempo que os soviéticos retiravam de forma desorganizada. Hitler promoveu Manstein a Generalfeldmarschall no mesmo dia. Toda a cidade ficou sob controlo alemão a 4 de Julho.
Durante a campanha da Crimeia, Manstein esteve indirectamente envolvido nas atrocidades contra a população soviética, em particular as realizadas pelo Einsatzgruppe D, um dos vários grupos das Schutzstaffel (SS) que tinham a missão de eliminar os judeus da Europa. O Einsatzgruppe D partiu para a União Soviética atrás do 11.º Exército de Manstein, sendo-lhes dados veículos, combustível e motoristas. A polícia militar isolou áreas onde o Einsatzgruppe planeou a execução de judeus para prevenir a fuga de algum deles. O capitão Ulrich Gunzert, impressionado por ter assistido ao massacre de um grupo de judeus, foi ter com Manstein para lhe pedir que parasse com as execuções. Gunzert refere que Manstein lhe disse para esquecer o que viu e se concentrasse na luta contra o Exército Vermelho. Mais tarde, Gunzert chamou à inacção de Manstein "uma fuga à responsabilidade, uma falha moral". Onze das dezassete acusações contra Manstein durante o julgamento dos crimes de guerra estavam relacionados com os mau-tratos e execuções de judeus e prisioneiros pelos nazis durante a guerra na Crimeia.

### Leningrado
Depois da captura de Sebastopol, Hitler sentiu que Manstein era o homem certo para comandar as forças em Leningrado, que estava sob cerco desde Setembro de 1941. Com tropas do 11.º Exército, Manstein foi transferido para a frente de Leningrado, chegando a 27 de Agosto de 1942. Mais uma vez, Manstein achava que não tinha as forças suficientes para atacar a cidade, e decidiu elaborar a Operação Nordlicht, um plano ousado para cortar os abastecimentos à cidade através lago de Ladoga.
No entanto, no dia da sua chegada à cidade, o Exército Vermelho lançou a Ofensiva de Sinyavin. Planeada para estragar o ataque do 18-º Exército de Georg Lindemann na zona mais estreita do saliente a oeste do lago Ladoga, a ofensiva parecia estar preparada para penetrar nas linhas alemãs, acabando com o cerco. Hitler, passando por cima da cadeia de comando, telefonou a Manstein directamente dando-lhe ordens para efectuar acções ofensivas na zona. Depois de uma série de duros combates, lançou um contra-ataque em 21 de Setembro que provocou a separação dos dois exércitos soviéticos no saliente. Os combates continuaram durante todo o mês de Outubro. Embora a ofensiva soviética tenha sido bloqueada, a situação resultante significava que a Wehrmacht já não conseguiria executar um ataque decisivo a Leninegrado, e a Nordlicht ficou em espera. O cerco acabou por ser levantado pelos soviéticos em Janeiro de 1944.

### Stalinegrado

Contra-ataque soviético em Estalinegrado
Avanço russo, 19–28 de Novembro

Numa tentativa de solucionar a constante falta de combustível, a Wehrmacht pôs em prática o Fall Blau (Caso Azul), uma ofensiva muito agressiva contra os campos petrolíferos do Cáucaso, no Verão de 1942. Depois dos ataques aéreos iniciais, o 6.º Exército, comandado por Friedrich Paulus, recebeu a missão de capturar Estalinegrado, um ponto central no rio Volga. As suas tropas, apoiadas pelo 4.º Exército Panzer, entraram na cidade a 12 de Setembro. Os combates urbanos, corpo a corpo, tiveram início. A 19 de Novembro, o Exército Vermelho deu início a uma contra-ofensiva designada Operação Urano, cujo objectivo era cercar os exércitos alemães e limitá-los à cidade. O objectivo foi alcançado em 23 de Novembro. Hitler estava consciente de que se Estalinegrado fosse tomada pelos soviéticos, nunca mais voltaria a conquistar a cidade. Ele escolheu Manstein para comandante do recém-criado Grupo de Exércitos Don (Heeresgruppe Don), que tinha por missão apoiar às tropas cercadas. Esta operação, designada por Unternehmen Wintergewitter (Operação Tempestade de Inverno), deveria reforçar o controlo alemão na cidade. A avaliação inicial feita por Manstein em 24 de de Novembro, era de que o 6.º Exército, com o apoio aéreo adequado, seria capaz de resistir.
Iniciada a 12 de Dezembro, A Operação Tempestade de Inverno teve algum sucesso inicial. As três divisões Panzer de Manstein (23.ª, 6.ª e 17.ª divisões) e as unidades de apoio do LVII Corpo Panzer avançaram até 48 km (30 mi) de Estalinegrado em 20 de Dezembro, ao longo do rio Myshkova, onde foram atacados pelos tanques soviéticos, no meio de uma tempestade de neve. Em 18 de Dezembro, Manstein solicitou a Hitler que permitisse que o 6.ª Exército tentasse sair da cidade. Hitler recusou a ideia, e tanto Manstein como Paulus sentiram-se hesitantes em desobedecer às suas ordens.
As condições foram piorando no interior da cidade; os homens sofriam com os piolhos, com o tempo gelado, e com a falta de fornecimento de alimentos bem como de munições.
O ministro do Reich para a Aviação, Hermann Göring, tinha garantido a Hitler que o 6.º Exército podia ser abastecido por via aérea, mas devido às más condições climáticas, à falta de aeronaves e a problemas mecânicos, tal apoio aéreo seria muito difícil. A 24 de Janeiro, Manstein insistiu junto de Hitler para que este permitisse que Paulus se rendesse, mas aquele recusou. Contra as intenções de Hitler, Paulus apresentou a sua rendição, e a dos seus restantes 91 000 homens em 31 de Janeiro de 1943. Cerca de 200 000 alemães e romenos tinham perecido. Daqueles que se renderam, apenas 6000 sobreviveram e regressaram à Alemanha no final da guerra. Manstein acreditava que tinha feito o seu melhor pelo 6.º Exército. No entanto, os homens cercados viam a situação de outra forma:
Os historiadores estadunidense Williamson Murray e Allan Millett escreveram que a mensagem que Manstein enviou a Hitler em 24 de Novembro aconselhando-o que o 6.º Exército não devia sair da cidade, juntamente com a certeza de Göring que a Luftwaffe podia abastecer Estalinegrado, "... selaram o destino do Sexto Exército". Outros historiadores, como Gerhard Weinberg, salientaram que a versão dos acontecimentos descrita por Manstein nas suas memórias, está distorcida e que muitos eventos ali referidos terão sido inventados. "Devido à sensibilidade da questão de Estalinegrado na Alemanha do pós-guerra, Manstein fez os possíveis por distorcer os registos sobre este assunto, tal como o seu envolvimento na morte dos judeus", escreveu Weinberg.
Entretanto, o Exército Vermelho dá início a uma ofensiva própria: a Operação Saturno. O seu objectivo era a captura de Rostov e, desta forma, causar danos no Grupo de Exércitos A. Contudo, depois do início da Operação Tempestade de Inverno, o exército soviético teve de realocar algumas tropas para prevenir o apoio a Estalinegrado, reduzindo, assim, a dimensão da operação passando a designá-la de "Pequeno Saturno". A ofensiva forçou Manstein a mexer nas suas tropas para evitar o colapso da frente. O ataque também impediu que XLVIII Corpo Panzer (que incluía a 336.ª Divisão de Infantaria, the 3.ª Divisão Terrestre da Luftwaffe e a 11.ª Divisão Panzer), sob o comando do general Otto von Knobelsdorff, se juntasse ao LVII Corpo Panzer como planeado, para apoiar o esforço de ajuda. Em vez disso, o XLVIII Corpo Panzer manteve uma linha ao longo do rio Chir, anulando vários ataques soviéticos. O general Hermann Balck utilizou a 11.ª Divisão Panzer para contra-atacar os salientes soviéticos. Próximo do colapso, as unidades alemãs conseguiram controlar a linha, mas o 8.º Exército italiano a dar apoio aos flancos, foi suplantado e destruído.
Motivado por este sucesso, o Exército Vermelho planeou uma série de ofensivas em Janeiro e Fevereiro de 1943, para destruir por completo as forças alemãs no sul da Rússia. Depois do colapso das forças húngaras e italianas durante a Ofensiva Ostrogozhsk–Rossosh, foram lançadas as operações Estrela e Gallop para recapturar Kharkov e Kursk, e para romper todas as forças alemãs a leste de Donetsk. Estas operações foram bem sucedidas na penetração das linhas alemãs e ameaçaram todo o sector sul da frente alemã. Para fazer frente a esta ameaça, o Grupo de Exércitos Don, o Grupo de Exércitos B e partes do Grupo de Exércitos A, foram agrupados como Grupo de Exércitos Sul (Heeresgruppe Süd) sob o comando de Manstein no início de Fevereiro.

### Operação Carcóvia

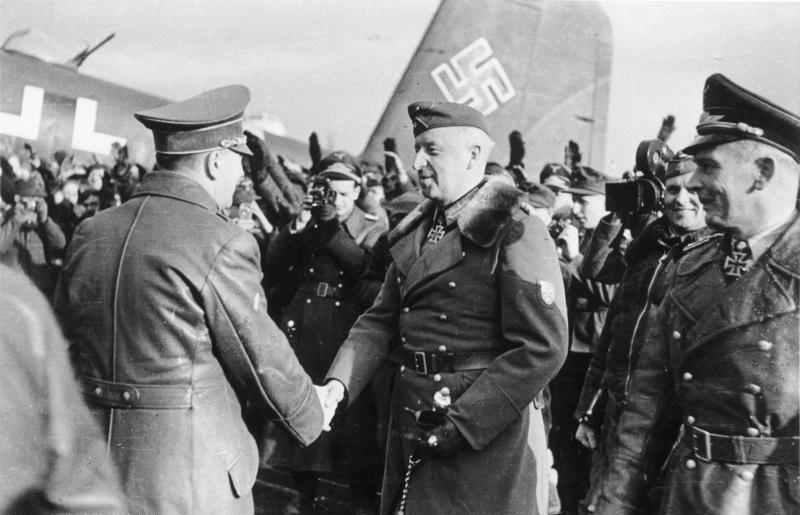
Em 10 de Março de 1943, debaixo de forte segurança, Hitler viajou para o quartel-general do Grupo de Exércitos Sul em Zaporozh'ye, Ucrânia, a apenas 48 km da linha da frente, para rever a situação militar. Manstein recebe Hitler à sua chegada ao aeródromo local; à direita estão Hans Baur e o Generalfeldmarschall da Luftwaffe Wolfram von Richthofen.

Durante as suas ofensivas no mês de Fevereiro de 1943, o Exército Vermelho penetrou nas linhas alemãs, reconquistando-a em 9 de Fevereiro. Como os Grupos de Exércitos B e Don se encontravam sob ameaça de serem cercados, Manstein pediu reforços por diversas vezes. Embora Hitler tenha ordenado a 13 de Fevereiro que Carcóvia devia ser mantida "a todo o custo", o SS-Oberst-Gruppenführer Paul Hausser, comandante do II Corpo Panzer SS, deu instruções para que a cidade fosse evacuada em 15 de Fevereiro. Hitler chegou à frente, pessoalmente, a 17 de Fevereiro, e durante três dias de intensas reuniões, Manstein convenceu-o de que eram necessárias acções ofensivas na zona para reconquistar a iniciativa e prevenir o cerco. As tropas foram reorganizadas e reforçadas com exércitos das vizinhanças. Manstein começou de imediato a planear uma contra-ofensiva, lançada a 20 de Fevereiro, que ficou conhecida como o "golpe de mão"; Vatutin e as forças soviéticas, acreditando que Manstein se retiraria, foram apanhados de surpresa. A 2 de Março, a Wehrmacht já tinha capturado 615 tanques e matado cerca de 23 000 soldados soviéticos.
Para enfatizar a ideia de que a reconquista de Carcóvia era politicamente importante, Hitler regressou à frente a 10 de Março. Manstein distribuiu as suas tropas disponíveis ao longo de uma extensa frente para prevenir e recapturar Carcóvia a 14 de Março, depois de combates de rua sangrentos na Terceira batalha de Carcóvia. Pela sua vitória, recebeu as Folhas de Carvalho da Cruz de Cavaleiro. O II Corpo Panzer SS de Hausser capturou Belgorod em 18 de Março. A contra ofensiva de Manstein não só evitou a desintegração de toda a frente, mas também reconquistou vasto território e causou a destruição de três exércitos soviéticos e a retirada de três outros. As baixas soviéticas no mês foram de 46 000 mortos e 14 000 prisioneiros; 600 tanques capturados ou destruídos e 1 200 peças de artilharia. O degelo da Primavera começou a 23 de Março, pondo um ponto final das operações na região por agora. Os planos para eliminar a saliência criada pelo avanço inimigo em Kursk estavam em curso.

### Operação Cidadela
Manstein era a favor de aplicar de imediato um ataque em pinça à saliência em Kursk após a batalha de Carcóvia, mas Hitler estava preocupado com o facto de esse plano ir retirar tropas da região industrial de Donets Basin. Em todos os casos, o terreno encontrava-se em más condições: era lamacento demais para a passagem de tanques. Em lugar de um ataque imediato, o OKH preparou a Operação Cidadela, que seria adiada para reunir tropas na zona e aguardar que a lama endurecesse. Entretanto, o Exército Vermelho, consciente do perigo de serem cercados, também mobilizou bastantes reforços, e os seus relatórios de pontos de situação continham os locais, as datas e as horas dos ataques alemães.

Batalha de Kursk: área sul

A Operação Cidadela foi a última estratégia ofensiva na Frente Leste, e uma das maiores batalhas da história, envolvendo mais de quatro milhões de homens. Quando a Wehrmacht deu início ao ataque ea 5 de Julho, as forças soviéticas eram três vezes mais numerosas do que as alemãs. Walther Model estava no comando do flanco norte, com o 9.º Exército, enquanto o Grupo de Exércitos Sul de Manstein se encontrava no flanco sul. Ambos os exércitos viram o seu avanço atrasado pois os tanques foram sendo destruídos nos campos de minas, e as tropas entraram em combate com as linhas defensivas soviéticas. Após cinco dias de combates, o avanço de Model foi bloqueado, com o 9.º Exército a sofrer 25 000 baixas. No dia 13 de Julho, as forças de Model foram forçadas a recuar para Orel, onde o exército soviético tinha lançado a Operação Kutuzov.
As tropas de Manstein conseguiram penetrar nas linhas soviéticas, causando pesadas baixas. Manstein chegou a Prokhorovka, o seu primeiro objectivo principal, sem, no entanto, entrar ou capturar, a 11 de Julho, provocando elevadas perdas aos soviéticos na Batalha de Prokhorovka. 
Contudo, a 13 de Julho, Hitler cancelou a ofensiva de Kursk. Os Aliados tinham desembarcado na Sicília, e ele decidiu emitir a ordem de retirada. Manstein protestou: achava que as forças soviéticas tinham gasto todas as suas reservas na região, e não queria parar até que as suas próprias reservas tivessem sido utilizadas. Hitler, no entanto, insistiu no cancelamento da operação. Apesar de as baixas soviéticas term sido bastante pesadas, os actuais historiadores descartam a possibilidade de a ofensiva soviética pudesse ter sido bem sucedida.

### De Kursk a Dnieper
Manstein via a Batalha de Kursk como uma vitória alemã pois acreditava ter destruído a capacidade ofensiva do Exército Vermelho para o ano de 1943. Mais tarde, esta avaliação viria a constatar-se como incorrecta, pois o Exército Vermelho foi capaz de se recuperar mais depressa do que Manstein esperava. Este transferiu as suas tropas de reserva panzer para o rio Mius e para Dnieper, sem se aperceber que as actividades soviéticas naquela área eram apenas para iludir os alemães. A 3 de Agosto, uma ofensiva soviética colocou o Grupo de Exércitos Sul sob grande pressão. Após dois dias de fortes combates, as tropas soviéticas penetraram nas linhas alemãs e reconquistaram Belgorod, abrindo uma brecha de 56 km (35 mi) entre o 4.º Exército Panzer e o Armee Abteilung Kempf, que tinha por missão controlar Carcóvia. Em resposta aos pedidos de Manstein para a obtenção de mais reforços, Hitler enviou-lhe a Panzergrenadier Division Großdeutschland, a 7.ª Divisão Panzer, a 2.ª Divisão SS Das Reich e a 3.ª Divisão SS Totenkopf.

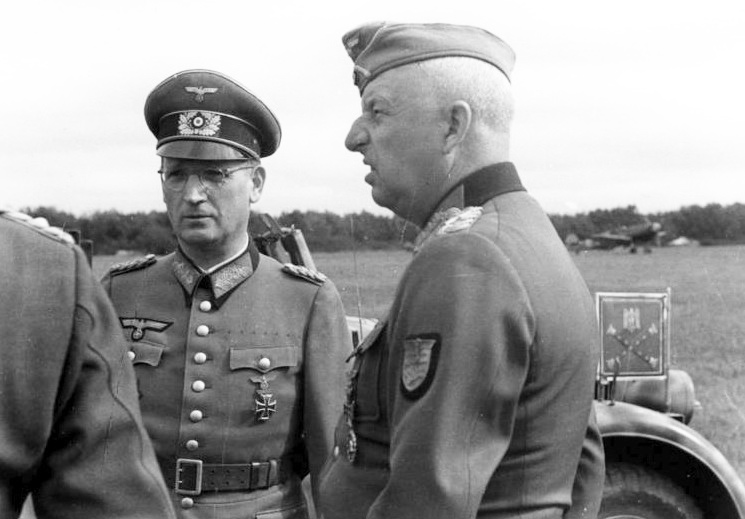
Manstein (à direita right) com o Generalmajor Hans Speidel no Dnieper, Setembro de 1943

A construção de posições defensivas começou ao longo do Dnieper, mas Hitler rejeitou os pedidos para retirar, insistindo que Carcóvia devia continuar sob controlo. Com os reforços a chegar a conta-gotas, Manstein efectuou uma série de contra-ataques perto de Bohodukhiv e Okhtyrka entre 13 e 17 de Agosto, que resultaram em pesadas baixas pois as linhas soviéticas estavam bem preparadas. A 20 de Agosto, informou o OKH que as suas tropas posicionadas na área rio Donets estavam a manter uma frente muito extensa com poucos homens, e que precisava de se retirar para o rio Dnieper ou, em alternativa, receber reforços. A pressão contínua das forças soviéticas tinha separado o Grupo de Exércitos Centro do Grupo de Exércitos Sul e ameaçava o flanco norte de Manstein. Quando o Exército Vermelho mobilizou as suas principais reservas para uma acção de tomada de Carcóvia entre 21 e 22 de Agosto, Manstein aproveitou para fechar o espaço entre a 4.º Exército Panzer e o 8.º Exército, e restabelecer uma linha defensiva. Por fim, Hitler permitiu que Manstein retirasse as suas tropas ao longo do Dnieper a 15 de Setembro.
Durante a retirada, Manstein deu instruções para queimar uma área de 20 km a 30 km a partir do rio, o que lhe valeu, mais tarde, acusações de crimes de guerra. As baixas soviéticas em Julho e Agosto ascenderam a 1,6 milhões de homens, 10 000 tanques e peças-de-artilharia, e 4 200 aviões. Do lado alemão, embora as vítimas tenham sido apenas de um décimo das soviéticas, o problema é que, proporcionalmente, foram muito mais difíceis de substituir, pois não haviam mais reservas de homens e de material. Em quatro reuniões realizadas em Setembro, Manstein tentou, sem sucesso, convencer Hitler a reorganizar o alto comando e permitir aos seus generais maior poder de decisão militar. 

### Campanha Dnieper
Em Setembro de 1943, Manstein retirou-se para a margem ocidental do Dnieper numa operação, na sua maior parte, bem organizada, mas que, por vezes, teve situações de grande desordem pois as suas tropas estavam exaustas. Centenas de milhares de civis soviéticos fugiram para oeste com eles, muitos deles trazendo gado e bens pessoais. Manstein deduziu de forma acertada que o próximo ataque soviético teria lugar em Kiev, mas como já se tinha verificado anteriormente na campanha, o Exército Vermelho agia através de estratégias de diversão para ocultar a data e o local das suas ofensivas. Historiadores como Williamson Murray e Allan Reed Millett escreveram que muitos generais "acreditavam fanaticamente" nas teorias raciais nazis que  " ... dava a ideia de que os eslavos conseguiam manipular a as informações alemães de forma muito consistente e inconcebível". A 1.º Frente Ucraniana, comandada por Nikolai Fyodorovich Vatutin, ficou frente-a-frente com o 4.º Exército Panzer perto de Kiev. Vatutin fez um primeiro ataque junto de Liutezh, a norte de Kiev, atacando, de seguida, perto de Bukrin, a sul, em 1 de Novembro. As forças alemãs, pensando que Bukrin seria o local do ataque principal, foram apanhados de surpresa quando Vatutin capturou a cabeça-de-ponte em Liutezh e conquistou uma posição segura na margem ocidental do Dnieper. Kiev foi libertada a 6 de Novembro. O 17.º Exército ficou isolado na Crimeia devido ao ataque da 4.ª Frente Ucraniana em 28 de Outubro.

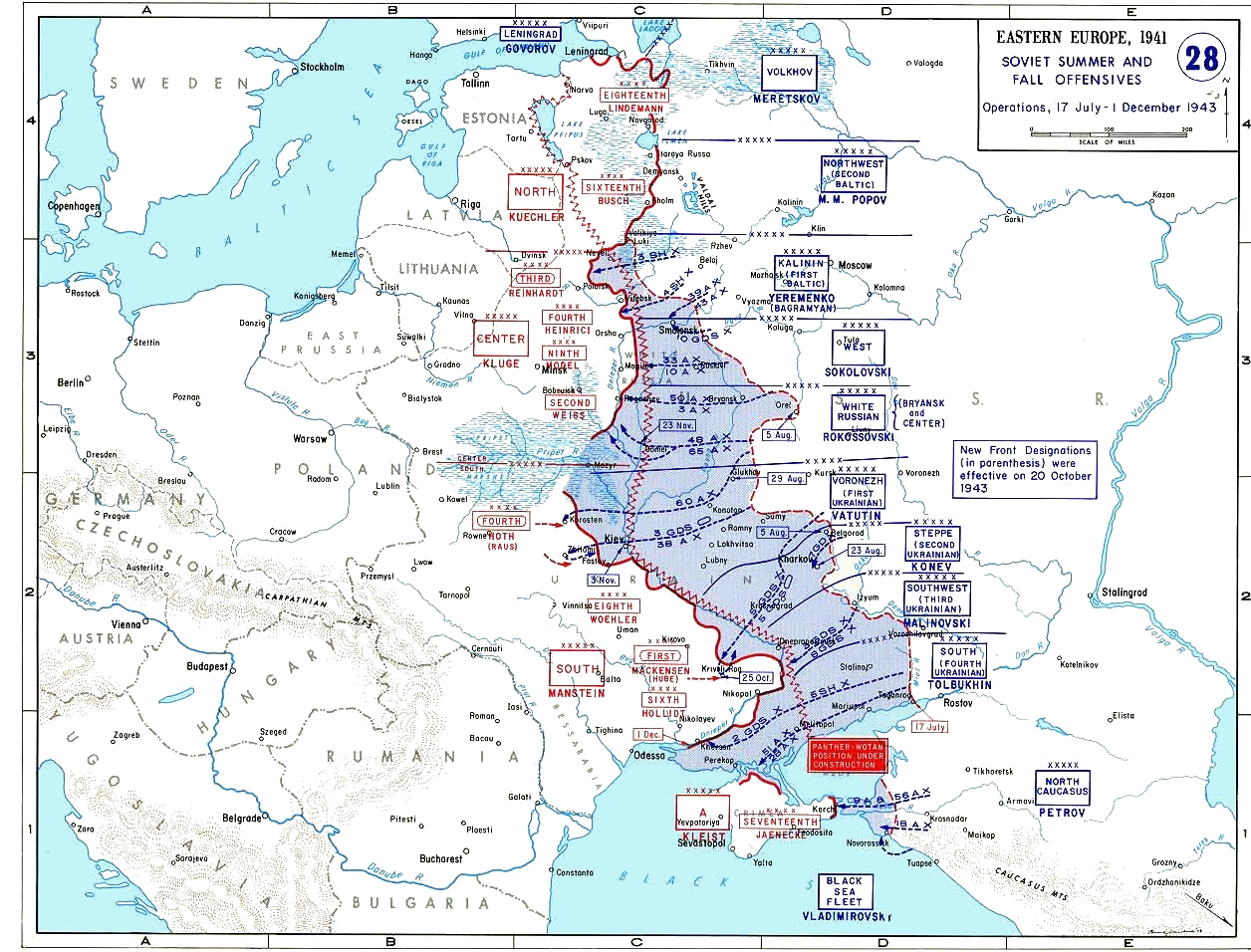
Operações ao longo do Dnieper, Julho a Dezembro de 1943

Sob a supervisão do general Hermann Balck, as cidades de Zhytomyr e Korosten foram reconquistadas em meados de Novembro, mas após ter reebido reforços, Vatutin continuou a sua ofensiva a 24 de Dezembro de 1943, com o Exército Vermelho a manter o seu bem sucedido avanço. Os repetidos pedidos de Manstein a Hitler para a obtenção de mais reforços foram recusados. A 4 de Janeiro de 1944, Manstein reuniu-se com Hitler para o informar que a manutenção da linha do Dnieper era insustentável e que precisava de retirar as suas tropas para as salvar. Hitler recusou e Manstein insistiu na mudança de chefes ao nível das altas patentes, mas sem sucesso, pois Hitler acreditava que ele sozinho era capaz de gerir a grande estratégia.
Em Janeiro, Manstein foi forçado a retirar os seus homens mais para oeste devido à ofensiva soviética. Sem esperar pela permissão de Hitler, deu ordem aos XI e XXXXII Corpos (cerca de 56 000 homens em seis divisões) do Grupo de Exércitos Sul para saírem da bolsa de Korsun durante a noite de 16 para 17 de Fevereiro de 1944. No início de Março, as forças soviéticas tinham expulsado a Wehrmacht do rio. Por causa da directiva de Hitler de 19 de Março que obrigava a que, a partir daquela data, todas as posições teriam de ser defendidas até ao último homem, o 1.º Exército Panzer de Manstein ficou cercado em 21 de Março pois a autorização de Hitler para retirar não foi recebida a tempo. Manstein viajou para o quartel-general de Hitler em Lvov para tentar convencê-lo a mudar de ideias. Hitler acabou por ceder, mas substituiu Manstein do seu comando a 30 de Março de 1944.
Manstein foi capa da revista Time de 10 de Janeiro de 1944, com a legenda "A retirada pode ser de mestre, mas a vitória está na direcção oposta".

### Demissão
Manstein recebeu as Espadas Cruz de Cavaleiro em 30 de Março 1944 e entregou o comando do Grupo de Exércitos Sul a Model a 2 de Abril durante uma reunião no retiro de montanha de Hitler, Berghof. O ajudante de Model, Günther Reichhelm, descreveria a cena e a resposta de Manstein:
Enquanto estava de licença médica após uma cirurgia para remover uma catarata do seu olho direito, Manstein ficou em sua casa a recuperar, em Liegnitz, e numa clínica em Dresden. Sofreu de uma infecção e, por algum tempo, esteve em perigo de perder a sua vista. No dia do fracassado atentado de 20 de julho, uma tentativa de assassinar Hitler que fazia parte do planeado golpe de Estado militar, Manstein encontrava-se numa estância balnear no Báltico. Embora se tenha encontrado por várias vezes com três dos principais conspiradores— Claus von Stauffenberg, Henning von Tresckow e Rudolf Christoph Freiherr von Gersdorff—Manstein não esteve envolvido no golpe; mais tarde diria: "Preussische Feldmarschälle meutern nicht" – "Os marechais-de-campo prussianos nunca se amotinam." Ainda assim, a Gestapo colocou a casa de Manstein sob vigilância.
Quando se tornou óbvio de que Hitler não o nomearia para outro cargo, Manstein comprou uma propriedade na Pomerânia Oriental em Outubro de 1944, mas foi forçado a abandoná-la pois as forças soviéticas estavam a conquistar terreno na região. A sua casa de Liegnitz teve de ser evacuada a 22 de Janeiro de 1945, e ele e a sua família procuram refúgio temporário em casa de uns amigos em Berlim. Enquanto ali estava, Manstein tentou falar com Hitler no Führerbunker, mas foi mandado embora. A família Manstein continuou a fugir para oeste em território alemão até a guerra na Europa terminar com a derrota alemã em Maio de 1945. Manstein passou por mais complicações no seu olho direito e, quando recebia tratamento num hospital em Heiligenhafen, foi detido pelos britânicos e transferido para um campo de prisioneiros de guerra perto de Lüneburg em 26 de Agosto.

## Pós-guerra

### Julgamento
Manstein foi transferido para Nuremberg em Outubro de 1945. Ficou detido no Palácio da Justiça, local dos julgamentos das organizações e principais criminosos de guerra nazis. Enquanto ali estava, Manstein ajudou a preparar um documento de 132 páginas para defesa do pessoal do OKW, em julgamento em Nuremberg em Agosto de 1946. O mito de que a Wehrmacht era "limpa"— ou, que nunca ajudara nos acontecimentos do Holocausto — surgiu parcialmente com a elaboração deste documento, escrito, na sua maioria, por Manstein, e pelo general de cavalaria Siegfried Westphal. Manstein também forneceu o seu testemunho verbal sobre os Einsatzgruppen, o tratamento dos prisioneiros de guerra, e o conceito de obediência militar, em particular como estando relacionado à Ordem do Comissário, uma ordem emitida por Hitler em 1941, que instruía que todos os comissários políticos soviéticos fossem executados sem julgamento. Manstein admitiu ter recebido a ordem, mas que não a cumpriu.
Documentos de 1941 apresentados em Nuremberg e no julgamento de Manstein, contradizem aquela alegação: ele recebeu relatórios regularmente ao longo do Verão acerca da execução de centenas de comissários políticos. Manstein negou ter conhecimento das acções dos Einsatzgruppen, e testemunhou que os soldados sob o seu comando não estiveram envolvidos na execução de civis judeus. Otto Ohlendorf, comandante do Einsatzgruppe D, contradisse esta afirmação durante o seu testemunho, dizendo que não só Manstein tinha conhecimento do que estava a acontecer, mas também que o 11.º Exército esteve envolvido. Em Setembro de 1946, o Estado-maior e o OKW foram declaradas como organizações não criminosas.
Depois de testemunhar em Nuremberg, Manstein foi colocado como prisioneiro de guerra em Island Farm (também conhecido como Special Camp 11) em Bridgend, País de Gales, onde ficou a aguardar a decisão sobre se iria ser acusado, ou não, de crimes de guerra. A maior parte do tempo, Manstein ficou afastado dos outros prisioneiros, caminhando sozinho, tratando de um pequeno jardim, e a escrever o rascunho de dois livros. O autor britânico B. H. Liddell Hart correspondia-se com Manstein e outros da Island Farm, e visitava os detidos de vários campos na Grã-Bretanha enquanto preparava o seu best-seller de 1947 On the Other Side of the Hill. Liddell Hart era um admirador dos generais alemães; descreveu Manstein como um génio operacional. Os dois ficariam em contacto e, mais tarde, Hart ajudou Manstein a tratar da publicação da edição inglesa das suas memórias, Verlorene Siege (Vitórias Perdidas), em 1958. O gabinete britânico, sob pressão da União Soviética, acabou por decidir, em Julho de 1948, levar Manstein a julgamento por crimes de guerra. Ele e mais três oficiais superiores (Walther von Brauchitsch, Gerd von Rundstedt e Adolf Strauss) foram transferidos para Munsterlager para aguardar julgamento. Brauchitsch morreu em Outubro, e Rundstedt e Strauss foram libertados por questões de saúde em Março de 1949. O julgamento de Manstein teve lugar em Hamburgo entre 23 de Agosto de 19 de Dezembro de 1949.
Manstein foi acusado de 17 crimes no julgamento, três dos quais relacionados com acontecimentos ocorridos na Polónia e 14 na União Soviética. As acusações incluíam maus tratos a prisioneiros de guerra, cooperação com o Einsatzgruppe D na matança de residentes judeus da Crimeia, e ignorar o bem-estar dos civis ao fazer uso das tácticas da "terra queimada", enquanto se retirava da União Soviética. A acusação, da responsabilidade do advogado Arthur Comyns Carr, fez uso de uma ordem que Manstein assinou em 20 de Novembro de 1941, baseada na Ordem de Gravidade que tinha sido emitida pelo marechal-de-campo Walther von Reichenau, mostrando que Manstein tinha conhecimento, e era cúmplice, do genocídio. A ordem instruía para a eliminação do "sistema bolchevique judeu" e da "severa punição da judiaria". Manstein alegou que se lembrava de ter pedido um rascunho dessa ordem mas que não se recordava de a ter assinado. Os historiadores americanos Ronald Smelser e Edward Davies escreveram em 2008 que Manstein concordou com a ideia de Hitler de que a guerra contra a União Soviética era uma guerra para exterminar o bolchevismo judeu, e que prestou falso testemunho quando disse que não se lembrava de ter assinado a sua versão da Ordem de Gravidade.
A defesa de Manstein, feita pelo destacado advogado Reginald Thomas Paget, argumentou que a ordem era justificada porque muitos partisans eram judeus e, desta forma, a ordem de Manstein para que todos os judeus fossem executados tinha justificação, porque assim protegia os seus homens dos ataques dos partisans. Argumentou, ainda, que Manstein não podia desobedecer às ordens dadas pelo seu governo, mesmo que estas fossem ilegais. Manstein, falando em sua defesa, afirmou que achava a política racial nazi repugnante. Dezasseis outras testemunhas declararam que Manstein não tinha conhecimento e não estava envolvido no genocídio. Paget chamou "selvagens" aos "russos", argumentando que Manstein mostrou a sua moderação como "um soldado alemão decente", na defesa das leis da guerra contra os "russos", que exibiram a sua "mais terrível selvageria". Fosse Manstein responsável ou não pelas actividades do Einsatzgruppe D, uma unidade que não estava sob a sua responsabilidade directa, mas que operava na sua zona de comando, esta questão tornou-se um dos pontos centrais do julgamento. A acusação afirmou que era da responsabilidade de Manstein saber das actividades desta unidade, e também da sua responsabilidade parar as suas operações de genocídio. Académicos modernos, como Benoît Lemay, acham que Manstein terá mentido durante o seu depoimento.
Manstein foi considerado culpado em nove das acusações, e sentenciado a 18 anos de prisão. Entre os apoiantes de Manstein na Grã-Bretanha e na Alemanha surgiram tumultos. Liddell Hart fez pressão na imprensa britânica, e na Alemanha a condenação foi vista como uma decisão política. Em 1950, no entanto, a sentença foi reduzida para 12 anos. Paget publicou um livro best-seller em 1951 sobre a carreira e julgamento de Manstein, que retratava Manstein como um soldado de honra a lutar heroicamente apesar de se encontrar em desvantagem na Frente Leste, e que tinha sido considerado culpado por crimes que não cometeu. O livro ajudou a aumentar o culto à volta do nome de Manstein. A sua libertação em 7 de Maio de 1953, resultou, parcialmente, dos problemas que tinha no seu olho, mas também da pressão de Winston Churchill, Konrad Adenauer, Liddell Hart, Paget e outros.

### Anti-semitismo
O anti-semitismo era comum na Alemanha e por toda a Europa durante este período, e a atitude de Manstein perante os judeus tinha origem na sua vivência e assimilação daquele conceito. As suas acções eram um reflexo da sua lealdade a Hitler e ao regime nazi, e dos seus princípios e valores da tradição militar prussiana. As suas críticas a Hitler referiam-se apenas à forma como este dirigia a guerra, e não Às políticas racistas do regime. Alguns historiadores, como Antony Beevor e Benoît Lemay, acham que Manstein tinha ascendência judia. Manstein era o único oficial do Reichswehr que se opôs à introdução do Parágrafo ariano em 1934. Enviou uma carta de protesto ao general Beck, dizendo que qualquer pessoa que se tivesse voluntariado para servir nas forças armadas já tinha provado o seu valor.
Lemay especula que Manstein poderá ter tido interesse em proteger os seus dois sobrinhos-netos mischlinge os quais já estavam ao serviço do Reichswehr. Estaria também preocupado acerca da possibilidade de ter antepassados judeus. As SS investigaram os antepassados de Manstein mas o relatório não foi efectuado e os resultados continuam desconhecidos. Por outro lado, Manstein acreditava que o bolchevismo e os judeus estavam interligados, que havia uma conspiração global liderada pelos judeus, e que para parar o comunismo era necessário expulsar os judeus da sociedade europeia. Na sua ordem de 20 de Novembro de 1941, baseada na Ordem da Gravidade de Reichenau, pode ler-se:
O sistema bolchevista judeu deve ser eliminado de uma vez por todas e nunca mais lhe deve ser permitido que invada o espaço vital europeu ... É a mesma classe de judeus que tantos estragos fez à nossa Pátria por causa das suas actividades contra a nação e a civilização, e que promovia tendências anti-germânicas por todo o mundo, e que serão os arautos da vingança. O seu extermínio é uma necessidade para a nossa sobrevivência.
Manstein não fez nada para impedir a execução de judeus e outros civis nas áreas onde as suas unidades operavam, e nas quais o 11.º Exército participou activamente. O facto de Manstein saber dos massacres dos Einsatzgruppen é demonstrado por uma carta de 1941 que ele enviou a Otto Ohlendorf, na qual aquele pede a Ohlendorf que entregue os relógios dos judeus mortos. Manstein achava que os seus homens mereciam os relógios pois estavam a esforçar-se por ajudar as tropas de Ohlendorf. Smelser e Davies notam que esta carta representa a única vez que Manstein se queixou sobre as actividades dos Einsatzgruppen. Mais tarde, Manstein afirmou que o número de judeus mortos no Holocausto era exagerado.

### Vida no pós-guerra e memórias
Juntamente com dez outros ex-oficiais superiores, Manstein foi solicitado pelo Amt Blank para elaborar planos para o re-estabelecimento do exército alemão. Em 20 de Junho de 1953, dirigiu-se ao Bundestag, expondo a sua análise de estratégias de poder e de defesa do país, e dando a sua opinião sobre se o país deveria ter um exército profissional ou baseado no recrutamento. A sua opinião era de que o serviço militar obrigatório do Bundeswehr devia ser de, pelo menos, 18 meses, de preferência 24 meses. A sua ideia de criar uma força de reserva foi mais tarde implementada.
As memórias da guerra de Manstein, Verlorene Siege (Vitórias Perdidas), foram publicadas na Alemanha Ocidental em 1955, e traduzidas para inglês em 1958 para distribuição mundial. O livro foi bastante bem recebido e alcançou o estatuto de best-seller, criticando Hitler e o seu estilo de liderança. Historiadores como Liddell Hart destacaram a ênfase que o livro dá apenas aos aspectos puramente militares da guerra, enquanto ignora os aspectos políticos e morais, como forma de o absolver, e também ao alto-comando, de quaisquer responsabilidades do Holocausto. O retrato favorável que faz de si próprio influenciou a opinião popular; tornou-se o centro de um culto militar que o caracterizou não só como um dos grandes generais da Alemanha, mas também como um dos maiores da história. Manstein tem sido descrito como uma militärische Kult- und Leitfigur ("lenda de culto militar"), um general de lendária — quase mítica — habilidade, elogiada tanto pelo público como pelos historiadores. Alguns biógrafos, incluindo Benoît Lemay, são da opinião que a importância dada por Manstein aos aspectos militares excluindo as questões morais, não pode ser considerada ética. Em 1967, o tenente-general Ernst Ferber do Bundeswehr encorajou os jovens soldados alemães a evitar a obediência incondicional aos chefes de Estado, e servir a nação e o povo alemão.
Manstein e a sua esposa mudaram várias vezes de casa depois de ele ter saído da prisão, vivendo em Essen e Bona durante um período de tempo antes de se fixarem numa casa perto de Munique em 1958. O segundo volume das suas memórias, Aus einem Soldatenleben ("A Vida de um Soldado"), que abrangia o período entre 1887 e 1939, foi publicado em 1958. A sua esposa, Jutta Sibylle von Manstein, morreu em 1966. Erich von Manstein morreu de um ataque cardíaco na noite de 9 de Junho de 1973 com 85 anos de idade. Foi o penúltimo marechal-de-campo alemão a falecer (o último foi Ferdinand Schörner, em 2 de Julho de 1973), sendo sepultado com honras militares e com a presença de centenas de militares de todas as hierarquias. O seu obituário no The Times refere que a "sua influência e efeito têm origem no poder da mente e profundo conhecimento, e não da geração de corrente eléctrica entre as suas tropas ou 'impondo' a sua personalidade." A revista Der Spiegel foi mais dura, dizendo que "ele participou na marcha para a catástrofe — induzido em erro por um sentido de dever cego."

## Condecorações
- Cruz de Ferro (1914)
  - 2.ª classe
  - 1.ª classe
- Cruz de Cavaleiro da Real Ordem da Casa de Hohenzollern com Espadas
- Cruz de Cavaleiro, Primeira Classe da Ordem de Frederico com Espadas
- Cruz Hanseática de Hamburgo
- Barra da Cruz de Ferro (1939)
  - 2.ª Classe (16 de setembro 1939)[185]
  - 1.ª Classe (21 de setembro 1939)[185]
- Ordem de Miguel, o Valente, 2.ª classe (Roménia)
- Cruz de Cavaleiro da Cruz de Ferro (19 de julho de 1940) como General der Infanterie e general-comandante do XXXVIII Corpo de Exército[136]
  - 209ª Folhas de Carvalho (14 de março de 1943) como Generalfeldmarschall e comandante-em-chefe do Grupo de Exércitos Sul[136]
  - 59.ª Espadas (30 de março de 1944) como Generalfeldmarschall e comandante-em-chefe do Grupo de Exércitos Sul[136]
- Oito menções na Wehrmachtbericht: 11, 12 e 31 de Outubro de 1941; 19 e 20 de Maio de 1942; 2 de Julho de 1942; 20 de Março de 1943; 4 de Agosto de 1943